# Byen indeni
Byen indeni er en dansk eksperimentalfilm fra 1984 med instruktion og manuskript af Uwe Bødewadt.

## Handling
En kortfilm om en mand, der spejler en by og de omgivelser han bor i - indeni. Byen bliver både en fysisk og psykisk tilstand. En skildring af mandens oplevelser på kanten af drøm og virkelighed. En film om byen og et enkelt menneske. Sanset af tusind øjne - favnet i byens krop. Husene står tæt gennem gaderne - tidens visitkort i sten - kys muren - kys. Bliv set i city.